# Chrysis coerulans
Chrysis coerulans är en stekelart. Chrysis coerulans ingår i släktet eldguldsteklar (Chrysis) och familjen guldsteklar (Chrysididae).